# 菲尔·登特
菲尔·登特（英語：Phil Dent，1950年2月14日—），生于悉尼，澳大利亚男子网球运动员，1968年成为职业球手。他是前美國男子網球員泰勒·鄧特的父親，1974年澳网男單亞軍。
他曾获得1975年澳男双冠军和1976年美网混双冠军。
他于1983年退役。